# 柴崎鹿之助

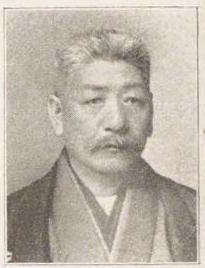
柴崎鹿之助

柴崎 鹿之助（しばさき しかのすけ、1857年10月9日（安政4年8月22日）- 1913年（大正2年）7月10日）は、日本の政治家。衆議院議員（1期）。旧姓・藤本。

## 経歴
播磨国美嚢郡、のちの兵庫県美嚢郡淡河村（現神戸市北区）で、藤本伊三郎の二男として生まれた。郷里の私塾で学ぶ。1879年（明治12年）8月、加東郡上東条村（東条町を経て現加東市）柴崎孝三郎の養子となる。農業と酒造業を営む。上東条村長、加東郡会議員、同参事会員、同議長、兵庫県会議員となる。また、東条銀行頭取、東条織物(株)社長を務めた。
1912年の第11回衆議院議員総選挙において兵庫県郡部から立憲国民党公認で立候補して当選した。衆議院議員を1期務めたが、翌1913年2月に選挙法違反により議員を失職した。同年7月に死去した。